# Hội Uỷ viên toàn quốc, Đồng minh Cộng sản chủ nghĩa Cách mệnh
Hội Uỷ viên toàn quốc, Đồng minh Cộng sản chủ nghĩa Cách mạng (革命的共産主義者同盟全国委員会 (Cách mệnh đích cộng sản chủ nghĩa giả đồng minh Toàn quốc uỷ viên hội) Kakumeiteki Kyōsanshugisha Dōmei, Zenkoku Iinkai) là một nhóm cách mạng cực tả của Nhật Bản, thường được gọi là Trung hạch phái (中核派 Chūkaku-ha) trong tiếng Nhật. Mục tiêu chính của nhóm này là để Nhật Bản, và toàn thế giới, áp dụng chính sách cộng sản. Hệ tư tưởng của Chūkaku-ha bác bỏ chủ nghĩa đế quốc và chủ nghĩa Stalin.
Hội nhóm này được dẫn dắt bởi Shimizu Takeo, người trở thành chủ tịch hội vào năm 1997.
Theo báo cáo của Cảnh sát Nhật Bản, tính đến năm 2020, có 4.700 thành viên đang hoạt động tại Chūkaku-ha.

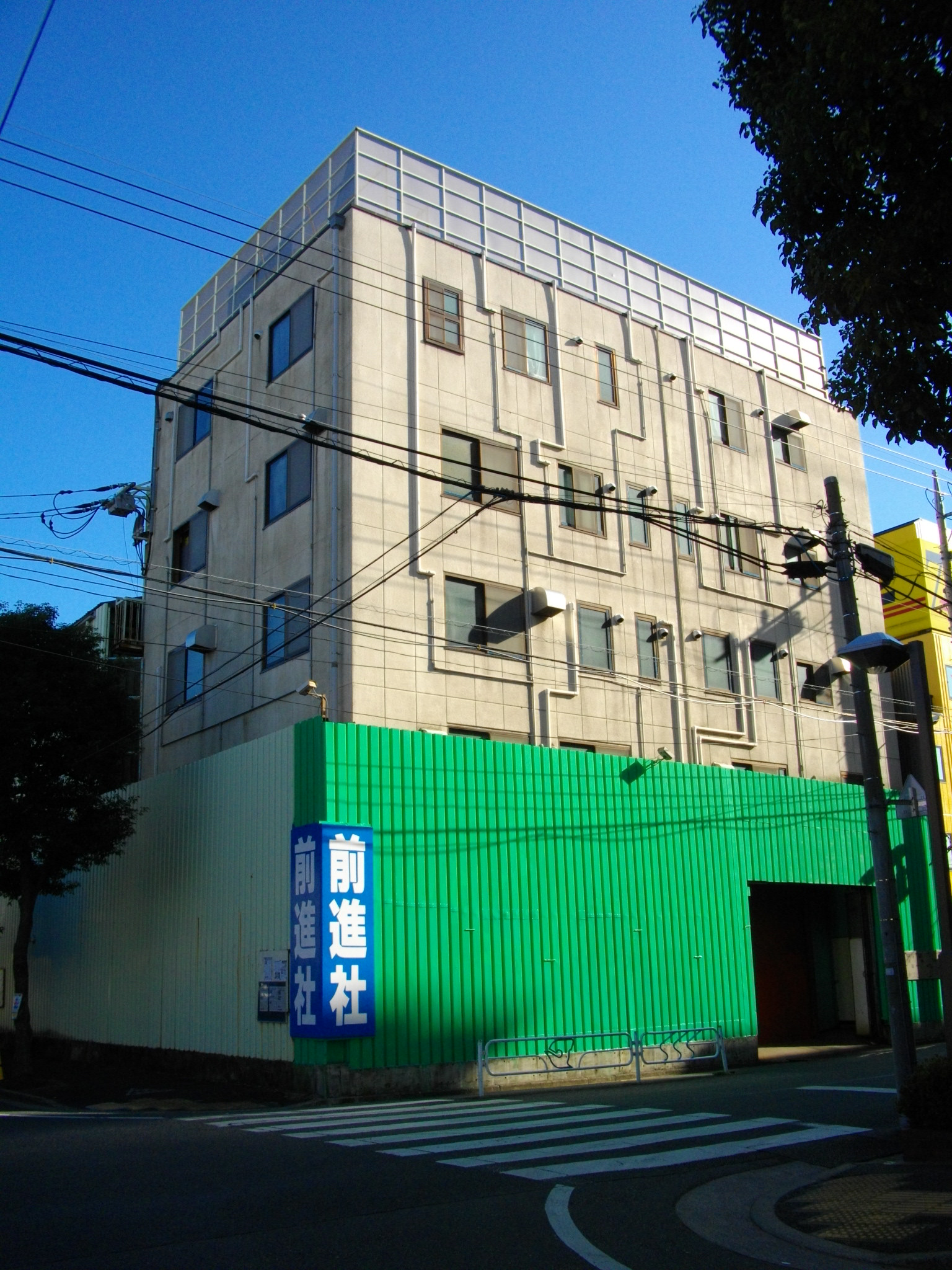
Tổng hành dinh ở Edogawa, Tōkyō.

## Lịch sử

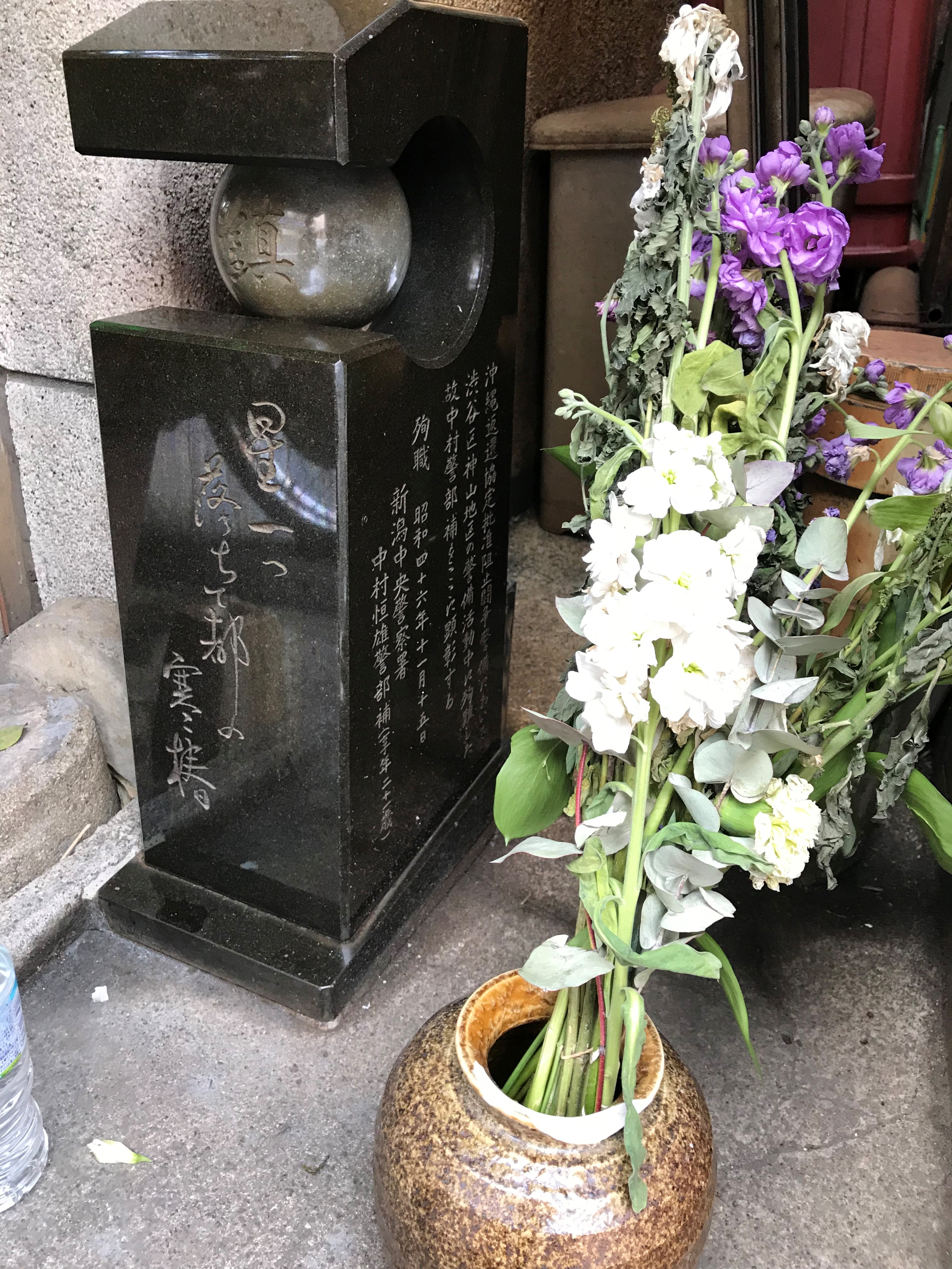
Đài tưởng niệm một cảnh sát đã chết trong cuộc bạo loạn ở Shibuya

### Tiền sử của Chūkaku-ha
Năm 1957, một số nhà bất đồng chính kiến không hài lòng với chỉ đạo của Đảng Cộng sản Nhật Bản (ĐCSNB), cùng với một số nhà hoạt động sinh viên từ nhóm Toàn học liên (全学連 Zengaku ren), đã thành lập Đồng minh Cộng sản chủ nghĩa Cách mệnh (日本革命的共産主義者同盟 Nihon Kakumeiteki Kyōsanshugisha Dōmei), thường được viết tắt là Kakukyōdō trong tiếng Nhật. Hội nhóm này nhiệt thành chống chủ nghĩa Stalin, và nhanh chóng rơi vào sự điều động của nhà triết học nửa mù theo chủ nghĩa Trotsky là Kuroda Kan'ichi. Kakukyōdō tin rằng hình thức chủ nghĩa cộng sản kiểu Stalin mà họ coi là chủ yếu ở Đông Âu, Trung Quốc, Liên Xô và Triều Tiên, đã không nâng cao giai cấp công nhân đúng như chủ nghĩa cộng sản mà Mác mong muốn. Mục tiêu của họ vào thời điểm này là lật đổ chính phủ Nhật Bản, chấm dứt sự chiếm đóng của Hoa Kỳ đối với Okinawa và xóa bỏ Liên minh Mĩ-Nhật.
Nhóm đã phát triển thành hình thái hiện tại (tức Chūkaku-ha) sau một loạt sự phân chia. Năm 1959, Kuroda Kan'ichi bị trục xuất khỏi Kakukyōdō sau một vụ bê bối, trong đó ông cố gắng bán thông tin thỏa hiệp về ĐCSNB cho Cảnh thị Tokyo. Do đó, Kuroda, cùng với cánh tay phải của mình là Nobuyoshi Honda, đã thành lập nên phiên bản Kakukyōdō của riêng họ, với cách gọi "Hội uỷ viên toàn quốc" được thêm vào tên, rồi đưa rất nhiều người theo dõi họ để tạo ra Đồng minh Cộng sản Cách mạng - Hội uỷ viên toàn quốc. Năm 1960, một nhánh thanh niên của hội được thành lập cho các nhà hoạt động sinh viên Zengakuren, với tên gọi Đồng minh Sinh viên Mác xít, viết tắt là Marugakudō trong tiếng Nhật. Tiếp theo là vào năm 1961, bằng việc thành lập một chi hội thanh niên khác dành cho các công đoàn viên lao động trẻ, hội có thêm Đồng minh Thanh niên Công nhân Mác xít.
Cuối cùng vào năm 1963, tổ chức mẹ chia đôi, do bất đồng giữa Kuroda và Honda về việc có nên theo đuổi cuộc cách mạng xã hội chủ nghĩa trong liên minh với những người khác, hay tập trung vào việc củng cố và mở rộng một tổ chức cách mạng duy nhất, với kết quả là chia rẽ Marugakudō trở thành "Phái trung hạch" (Chūkaku-ha), do Honda lãnh đạo, ủng hộ liên minh với những người khác, và "Phái Mác xít Cách mạng" (viết tắt Kakumaru-ha) Zengakuren, tuân theo sự kiên quyết của Kuroda về việc đi theo nó một mình.

### Kỉ nguyên Chūkaku-ha
Bắt đầu từ giữa những năm 1960, Chūkaku-ha trở nên tích cực trong việc tổ chức các hoạt động biểu tình. Năm 1966, Chūkaku-ha tham gia liên minh với hai nhóm sinh viên cấp tiến khác là "Daini Bunto" và Phái giải phóng Đồng minh Thanh niên Xã hội chủ nghĩa (Kaihō-ha) để lập nên "Tam phái" (Sanpa) Zengakuren. Là một phần của Sanpa Zengakuren, Chūkaku-ha tham gia vào cuộc biểu tình ngày 8 tháng 10 năm 1967 tại sân bay Haneda nhằm ngăn cản Thủ tướng Nhật Bản Satō Eisaku đến thăm miền Nam Việt Nam. Năm 1968, họ phản đối chuyến thăm của tàu sân bay hạt nhân USS Enterprise đến Sasebo. Cuối cùng năm đó, Chūkaku-ha tham gia một cuộc biểu tình khác về việc Ga xe lửa Shinjuku vận chuyển các thùng nhiên liệu của quân Mĩ, được nhớ đến với cái tên "Loạn Shinjuku."
Bắt đầu từ năm 1968, Chūkaku-ha tham gia vào cuộc đấu tranh Sanrizuka hỗ trợ những người nông dân phản đối dữ dội việc xây dựng Sân bay Narita ở ngoại ô Tokyo. Một số thành viên của Chūkaku-ha vẫn tham gia sâu vào cuộc đấu tranh này từ những năm 1980.
Trong năm 1968 và 1969, tổ chức này thúc đẩy một số cuộc biểu tình tại nhiều trường đại học trên khắp Nhật Bản. Trong suốt thời kì này và đến những năm 1970, Chūkaku-ha tham gia vào cuộc xung đột bạo lực với các tộc trưởng của họ ở Kakumaru-ha. Trong cuộc xung đột, Kakumaru-ha ám sát một số thành viên của Chūkaku-ha, bao gồm cả thủ lĩnh Honda Nobuyoshi vào năm 1975. Theo Chūkaku-ha, Kakumaru-ha đã được cảnh sát hỗ trợ và bảo vệ.
Bắt đầu từ cuối những năm 1970, nhóm này bắt đầu thực hiện các cuộc tấn công vũ trang, đánh bom và phá hủy cơ sở hạ tầng ở Nhật Bản. Có một số lượng thương vong tương đối do hậu quả của hàng chục cuộc tấn công mà họ tiến hành. Các thương vong bao gồm cả chủ tịch Ủy ban trưng thu huyện Chiba, người đã qua đời làm chậm sự phát triển của khu vực.
Năm 1986, nhà máy sản xuất vũ khí bí mật của họ bị cảnh sát đột kích sau khi hai nghi phạm bị bắt vì mang chất nổ trong xe tải.